# Królowie Aten
W pierwszych wiekach swego istnienia starożytne Ateny rządzone były przez królów. Ich pełna lista znana jest dzięki przekazowi późnoantycznego historyka Euzebiusza z Cezarei. Jakkolwiek dokładna, lista zawiera niemal wyłącznie imiona mityczne bądź półlegendarne i tylko niektórzy z tych władców – zwłaszcza z końca listy – mogą być traktowani jako postaci na poły historyczne. Pierwsi, mityczni władcy Aten są także tożsami z władcami Attyki. Pierwsi władcy Aten byli zapewne władcami dziedzicznymi. Od 1068 p.n.e. byli królami wybieranymi, choć dożywotnio, a od 753 p.n.e. już na 10-letnią kadencję. Z czasem zaczęto nazywać ich archontami i gdy w 683 p.n.e. ich kadencję skrócono do roku, stali się (jako archonci) jednymi z urzędników ustroju republikańskiego.

## Władcy Attyki przed Erechteidami
- Ogygos
- Aktajos

## Erechteidzi (Kekropidzi)
- Kekrops 1556–1506 p.n.e.
- Kranaos 1506–1497 p.n.e.
- Amfiktion 1497–1487 p.n.e.
- Erichthonios 1487–1437 p.n.e.
- Pandion I 1437–1397 p.n.e.

- Erechteusz 1397–1347 p.n.e.
- Kekrops II 1347–1307 p.n.e.
- Pandion II 1307–1282 p.n.e.

## Egeidzi
- Egeusz 1282–1234 p.n.e.
- Tezeusz 1234–1204 p.n.e.
- Menesteusz 1204–1181 p.n.e.
- Demofont 1181–1147 p.n.e.
- Oksyntes 1147–1135 p.n.e.
- Afeidas 1135–1134 p.n.e.
- Tymojtes 1134–1126 p.n.e.
- Melantos 1126–1089 p.n.e.
- Kodros 1089–1068 p.n.e.

## Medontydzi
- Medon 1068–1048 p.n.e.
- Akastos 1048–1012 p.n.e.
- Archippos 1012–993 p.n.e.
- Tersippos 993–952 p.n.e.
- Forbas 952–922 p.n.e.
- Megakles 922–892 p.n.e.
- Diognetos 892–864 p.n.e.
- Pherekles 864–845 p.n.e.
- Arifron 845–825 p.n.e.
- Tespieus 824–797 p.n.e.
- Agamestor 796–778 p.n.e.
- Ajschylos 778–755 p.n.e.
- Alkmeon 755–753 p.n.e.

## Królowie wybierani na lat dziesięć
- Charops 753 p.n.e.-743 p.n.e.
- Aisimides 743 p.n.e.-733 p.n.e.
- Klidikos 733 p.n.e.-723 p.n.e.
- Hippomenes 723 p.n.e.-713 p.n.e.
- Leokrates 713 p.n.e.-703 p.n.e.
- Apsander 703 p.n.e.-693 p.n.e.
- Eryksias 693 p.n.e.-683 p.n.e.